# Абір Мухерджі
Абір Мухерджі (англ. Abir Mukherjee, нар. 1974) — британсько-індійський автор, відомий серією детективів про капітана Віндгема та сержанта Бенерджі, які розкривають справи в колоніальній Індії. Романи серії отримали 4 книжкові нагороди, зокрема нагороду асоціації письменників-детективістів.

## Біографія
Батьки письменника переїхали до Британії з Калькути ще до його народження. Він виріс у Шотландії. За фахом бухгалтер.
Письменницьку кар‘єру розпочав 2013 року, у віці 39. Перший роман — «Людина, що підводиться» написав на конкурс, оголошений газетою Телеграф, який виграв 2014. Роман було надруковано 2016.

## Творчість
Детективні романи описують час після І Світової війни в Індії, що перебувала під керівництвом Британської імперії. Цей період заінтригував автора, тому що Мухерджі вважав період колонізації недостатньо висвітленим у шкільній освіті, а присутні наративи, відмінні від розповідей про Індію його батьків. Детективи стали результатом пошуку власної ідентичності і звернення до періоду англійського правління в Індії поглиблювало його розуміння ким він є.
За сюжетом капітан Вінгем, лондонський поліцейський інспектор, учасник І Світової війни, отримує пропозицію роботи від колишнього командира, а тепер очільника поліції Калькути. Вінгем приймає її, оскільки хоче залишити Лондон через спогади про померлу через іспанський грип дружину. У перший тиждень роботи він знайомиться з сержантом-індійцем Сурендранатом Бенерджі, якого у відділку звуть Не здавайся Бенерджі. Стосунки між британцями і індійцями у країні чітко ієрархізовані, але капітан Віндгем не переймається расовими упередженнями, хоч і не є цілком вільним від них. Між ним і сержантом встановлюються стосунки поваги і дружби, які розвиваються упродовж серії.
Оповідь веде капітан Сем Віндгем, однак у п'ятій книжці наратором також стає сержант Бенерджі.
Детективні історії розгортаються на тлі політичних процесів в Індії, зокрема розгортання руху ненасильства Магатми Ганді.
Постколоніальна проблематика — те, що вирізняє цю серію детективних текстів, що діалогізують класичну британську детективну традицію (Конан Дойл, Агата Крісті), де колонізовананим народам не надавалося суб‘єктності.
У серії вийшли такі романи:
- 2016 — «A Rising Man» (в укр. перекладі «Людина, що підводиться» 2019).
- 2017 — «A Necessary Evil» (в укр. перекладі «Необхідне зло», 2019).
- 2018 —  «Smoke and Ashes» (в укр. перекладі «Дим і попіл» 2022).
- 2019 — «Death in the East» (в укр. перекладі «Смерть на Сході» 2022).
- 2021 — «The Shadows of Men».

## Нагороди
- 2014 — Премія Гарвіла Секера газети «Телеграф» за роман «Людина, що підводиться».
- 2017 — «Історичний кинджал» (Премія асоціації письменників-детективістів) за роман «Людина, що підводиться».
- 2018 — премія Вілбура Сміта, за роман «Необхідне зло»
- 2021 — «Історичний кинджал» (Премія асоціації письменників-детективістів) за роман «Смерть на Сході»

## Українські переклади
Здійснені С.Орловою. Вийшли у видавництві «Фабула».